# Rues de les Costes
Les Rues de les Costes és un sector força accidentat del vessant meridional de la Serra de Querol que es troba sota el Puig de les Morreres al terme de Vilamantells, poble del municipi de Guixers, a la Vall de Lord (Solsonès). Forma part, per tant del massís del Port del Comte.